# ديبورا بريفورت
ديبورا بريفورت (بالإنجليزية: Deborah Brevoort)‏ هي كاتِبة أمريكية، ولدت في 1954.